# 김시종
김시종(金時鐘, 1929년 1월 17일~)은 대한민국의 시인이다.
1929년에 부산에서 태어난 그는 어머니 고향인 제주도에서 유년 시절을 보냈다. 이후 제주도의 4.3 사건을 피해 20살에 일본 이카이노(猪飼野)에 정착하였으며, 1955년 시집 <지평선>으로 등단했다. 1986년에 마이니치 출판 문학상을 받았고, 2003년에 대한민국 국적을 회복했다.

## 같이 보기
- 재일 한국인 문학